# Cubillo del Campo
Cubillo del Campo es un municipio y localidad española de la provincia de Burgos, en la comunidad autónoma de Castilla y León. El término municipal tiene una población de 102 habitantes (INE 2024)

## Geografía
El municipio tiene una extensión de 14,06 km². Integrado en la comarca de Alfoz de Burgos, se sitúa a 24 km de la capital burgalesa. El término municipal está atravesado por la carretera nacional N-234, entre los pK 466 y 470.  El relieve del municipio está definido por un altiplano atravesado por el río de las Canteras. La altitud oscila entre los 1139 m al este y los 970 m a orillas del río. El pueblo se alza a 1003 m sobre el nivel del mar. Forma parte de la comarca del Alfoz de Burgos y del partido judicial de Burgos.
| Noroeste: Comunidad de Cubillo del Campo y Hontoria de la Cantera | Norte: Comunidad de Cubillo del Campo y Hontoria de la Cantera | Nordeste: Comunidad de Cubillo del Campo y Hontoria de la Cantera |
| Oeste: Comunidad de Cubillo del Campo y Hontoria de la Cantera    |                                                                | Este: Los Ausines (exclave)                                       |
| Suroeste: Comunidad de Cubillo del Campo y Hontoria de la Cantera | Sur: Cuevas de San Clemente                                    | Sureste: Cuevas de San Clemente                                   |

## Historia
A mediados del siglo XIX, el lugar tenía contabilizada una población de 115 habitantes. Aparece descrito en el séptimo volumen del Diccionario geográfico-estadístico-histórico de España y sus posesiones de Ultramar de Pascual Madoz de la siguiente manera:

CUBILLO DEL CAMPO: l. con ayunt. en la prov., part. jud., dióc., aud. terr. y c. g. de Burgos (3 1/2 leg.). Está sit. á la falda de un monte donde le combaten los vientos del ES. y O.: el clima es saludable, si bien los frios se dejan sentir con bastante intensidad durante el invierno. Tiene 40 casas de pobre construccion, entre las cuales se encuentra la consistorial, una igl. bajo la advocacion de Sta. Marina, servida por un cura párroco, una ermita dedicada á Sta. Ana, y buenas aguas para el consumo del vecindario. Confina N. San Quirce; E. Cuevas de San Clemente; S. Tornadijo, y O. Hontoria de la Cantera. El terreno es de mediana calidad, siendo sus prod. trigo, cebada, legumbres; y cria de ganado lanar. La ind. está reducida únicamente á la agricultura. pobl.: 38 vec., 115 alm. cap. prod.: 373,120 rs. imp.: 35,754. contr.: 3,818 rs. 18 mrs.
(Madoz, 1847, p. 198)

## Demografía
Cubillo del Campo cuenta con una población de 102 habitantes (INE 2024).
| Gráfica de evolución demográfica de Cubillo del Campo entre 1842 y 2021                                             |
| |
| Población de derecho según los censos de población del INE Población de hecho según los censos de población del INE |

| 1842 | 1857 | 1860 | 1877 | 1887 | 1897 | 1900 | 1910 | 1920 | 1930 | 1940 | 1950 | 1960 | 1970 | 1981 | 1991 |
| 115  | 198  | 209  | 219  | 227  | 231  | 230  | 283  | 246  | 253  | 273  | 309  | 245  | 160  | 86   | 76   |

| 1996 | 2001 | 2004 | 2005 | 2006 | 2007 | 2008 | 2011 | 2012 | 2013 | 2014 | 2015 | 2016 | 2017 | 2018 | 2019 | 2020 | 2021 |
| 76   | 80   | 76   | 79   | 85   | 93   | 101  | 102  | 103  | 98   | 99   | 100  | 104  | 93   | 95   | 92   | 99   | 102  |

## Economía
La población de Cubillo se han dedicado desde siempre a la agricultura, ganadería y a la extracción de piedra en las canteras. De estas canteras se extrajo la piedra con la que está construida la catedral de Burgos y otros muchos monumentos de la capital burgalesa, entre los cuales cabe destacar el castillo de Burgos, el arco de Santa María o la Casa del Cordón, así como también el monasterio de San Pedro de Arlanza. Otras catedrales que se han construido con piedras de estas canteras son la Catedral de León o la Catedral de Vitoria.
Dentro del término municipal se encuentran dos plantas de extracción de grava y una granja avícola, asentada dentro de un antiguo campamento militar.

## Turismo
Atravesado por la carretera nacional N-234, que comunica Soria con Burgos, es centro obligado de paso para muchas ofertas de senderismo rural como la Ruta del Buen Conde o la Ruta del Cid. La oferta hostelera se reduce al Bar "La Plaza", situado en la Plaza de Santa Ana.

## Administración y política
Desde junio de 2023, el alcalde es Benjamín Álzaga, que se presenta por el Partido Popular. Con anterioridad, fueron alcaldes Francisco Javier Llama Navarro (2018-2023), Jesús Navarro Manero (2007-2018), Benjamín Alzaga (2003-2007), Carmelo Navarro (1995-2003), Daniel Blanco (1991-1995) o Ángel del Pino (1983-1991).

## Cultura

### Asociaciones
El pueblo cuenta en la actualidad con dos asociaciones de vecinos: la asociación de jubilados "Santa Ana" y la asociación "Amigos de Cubillo del Campo" que se encargan de organizar actividades culturales a lo largo del año.
Destaca el día de la asociación, que se celebra el primer o segundo sábado de agosto, cuando el pueblo alcanza su mayor cota de población a lo largo del año entre residentes y veraneantes. Ese día los principales miembros colaboradores de la asociación se encargan de preparar una comida para todo el pueblo, por la tarde se desarrollan actividades culturales y una competición de atletismo en modalidad cross, organizada por el excampeón del mundo de maratón en categoría de veteranos, Félix Hernando.
Durante las fiestas patronales la asociación "Amigos de Cubillo" organiza un concurso de disfraces y colabora en la preparación de la cangrejada popular.

### Fiestas y costumbres
El día 15 de mayo de cada año se celebra el día de San Isidro Labrador, patrón de los agricultores. La festividad comienza con una misa en honor al santo y continua con una comida entre todos los habitantes del pueblo.
La patrona del municipio es Santa Marina cuya festividad se celebra el 18 de julio cuando es sacada en procesión a hombros de los mozos del lugar.
Desde el año 2004 se realiza una cangrejada popular durante el domingo de las fiestas. Donada por el ayuntamiento y comerciantes locales, congrega a multitud de personas venidas de toda la comarca. La programación de las fiestas patronales se completa con actuaciones musicales, exposiciones artísticas y campeonatos de cartas y juegos populares como: bolos, tuta... y tiradas de monos.
El último sábado de agosto se celebra el día de Acción de Gracias. Los actos que componen tal día son: una misa a mediodía y una cena común por la noche. La cena es preparada y servida por los jóvenes del pueblo y se disfruta en el merendero municipal. Tradicionalmente se desarrollaba en La Bolera.